# Palácio Strozzi (Viena)
O antigo Palais Strozzi é um palácio de Viena localizado em Josefstadt, o 8.º Distrito da capital austríaca, no n.º 39 da Josefstäder Straße. Foi construído entre 1699 e 1702 para a Condessa Maria Katharina Strozzi, uma aristocrata da família Khevenhüller que casou com um nobre florentino da família Strozzi. Atualmente, o edifício alberga a repartição de finanças para os distritos 8, 16 e 17 de Viena.

## História
A condessa Maria Katharina Strozzi tinha construído originalmente uma modesta casa de verão, que de início se resumia somente a um piso da secção principal do atual palácio. Os jardins elaboradamente organizados da condessa foram, entretanto, alargados até à Piaristengasse. O arquiteto do edifício original não é conhecido, podendo, porém, ter tido origem no círculo de Johann Lukas von Hildebrandt. Após a morte da condessa, em 1714, a propriedade foi herdada pelo seu sobrinho, o Coronel Johann Ludwig Graf Khevenhüller (1704-1753), que, porém, a vendeu dois anos depois ao [[Arquidiocese de Valência|arcebispo de Valência, Antonio Francesco Folco de Cardona. Este fez com que a casa de verão fosse ampliada com alas laterais formando um pátio, que foi separado da rua por um muro. De Cardona legou o palácio ao imperaror Carlos VI, de quem tinha sido conselheiro.
Em 1753, a imperatriz Maria Teresa doou o palácio novamente, desta vez ao Feldzeugmeister Johann Graf Chotek. No entanto, os projetos de expansão e a Guerra dos Sete Anos obrigaram à venda de grande parte dos jardins. Apesar de tudo, o palácio permaneceu na posse da família até meados do século XIX, embora tenha sido arrendado em parte, talvez ao pintor Frederico de Amerling.
Em 1840, o Estado comprou o edifício e dirigiu-o ao K.K. Civil-Mädchen-Pensionat, um internato imperial civil para raparigas. Uma vez que o edifício era demasiado pequeno para as novas funções, pararam a construção e deram-lhe um aspeto completamente nova. Entre 1877 e 1878, o internato de raparigas foi, então, separado do vizinho quartel de cavalaria por uma nova ala.
Em 1919, o internato abandonou o edifício e este passou a ser utilizado pelo município de Viena como asilo para inválidos. Em 1940 passou, finalmente, a albergar uma repartição de finanças.

## Estrutura
O palácio cor-de-rosa e branco está situado por trás do simples edifício gründerzeitiano erguido entre 1877 e 1878. No lado do jardim existe uma escadaria ascendente, embora a escadaria simétrica no lado do pátio tenha sido cancelada.
A decoração interior do palácio não sobreviveu. No entanto, foram encontrados frescos na sala terrena durante uma renovação geral levada a cabo entre 1995 e 1998. Estas pinturas foram executadas, em 1740, na arquitetura da gruta de alvenaria grosseira com conchas e corais.